# Neotheronia melanocera
Neotheronia melanocera är en stekelart som först beskrevs av Holmgren 1868.  Neotheronia melanocera ingår i släktet Neotheronia och familjen brokparasitsteklar. Utöver nominatformen finns också underarten N. m. abyssinica.